# Willington (Kent)
Willington – wieś w Anglii, w hrabstwie Kent. Leży 3 km na południowy wschód od miasta Maidstone i 56 km na południowy wschód od centrum Londynu.